# بیور کریک (مینه‌سوتا)
بیور کریک، مینه‌سوتا (به انگلیسی: Beaver Creek, Minnesota) یک شهر در ایالات متحده آمریکا است که در مینه‌سوتا واقع شده‌است.

## خصوصیات
بیور کریک ۱٫۲۹ کیلومترمربع مساحت و ۲۹۷ نفر جمعیت دارد و ۴۴۲ متر بالاتر از سطح دریا واقع شده‌است.